# KVD-1
KVD-1はソビエト連邦のイサーエフ設計局(現在の A.M. イサーエフ記念化学技術設計局)で1960年代初頭に開発された液体水素/液体酸素を推進剤とする二段燃焼サイクルの上段用極低温液体燃料ロケットエンジンである。ソビエトの月面有人着陸計画で使用されたN-1ロケットの上段として開発された極低温燃料ロケットエンジンであるRD-56の改良版である。 KVD-1は7.5トンの推力を生み出す事が出来た。
1960年代に開発されたエンジンではあるが、ロケットエンジンの性能の指標である、比推力、推力、推力重量比を比較してもその水準は1990年代以降に他国で開発された液体水素/液体酸素を推進剤とする上段エンジンと比較しても遜色ない水準である。

## 初期の開発
KVD-1はソビエトの月面有人着陸計画で使用されたRD-56を原型として開発された。 RD-56 別名11D-56エンジンはN1ロケット用として開発されたが、4回の打ち上げ失敗に伴い廃棄された。 後にこのエンジンの設計はインド宇宙研究機関(ISRO)に"KVD-1"の名称で$12000万ドルで売却され ソビエトのグラブコスモス(Glavcosmos)とISROは2基のKVD-1 エンジンの輸入とロシアからの技術の移転に合意した。

## ISRO での計画
エンジンは推力/重量比が低いので非効率だった。後にロシアの機関はエンジンを離陸重量が2.5トンの人工衛星の打ち上げに最適化した。その結果、2007年に離陸重量が2,140 kgのINSAT-4CR人工衛星が打ち上げられた。

## アメリカによる抗議
1991年にインドとロシアはインド国内でエンジンを製造できるようにKVD-1エンジンの技術移転に合意した。しかし、後に1993年7月、アメリカはISROとグラブコスモスに対してミサイル技術管理レジュームに抵触するとして抗議した。この抗議の後、ISROは独自の極低温エンジンの開発計画を強いられ、CE-7.5を開発した。

## 特徴
エンジンは単体の燃焼室で極低温エンジンとして宇宙機の打ち上げにおいて楕円軌道や静止軌道への投入に使用される。
- 燃料を含まない重量: 282 kg (621 lb).
- 全高              : 2.14 m
- 直径              : 1.56 m
- サイクル          : 二段燃焼サイクル
- 比推力            : 462秒
- 推力              : 69.60 kN (15,647 lbf)
- 燃焼時間          : 800 秒[11]

## 用途
KVD-1 は以下の打上げ機に使用される
- プロトン-M
- GSLV Mk I
- GSLV Mk II[12]
- アンガラ (ロケット)
- KVTK

### 各国のエンジンの比較
|                             | RL-10                  | HM7B               | Vinci                  | KVD-1            | CE-7.5             | CE-20              | YF-75              | RD-0146                | ES-702             | ES-1001            | LE-5               | LE-5A                                               | LE-5B                                                 |
| --------------------------- | ---------------------- | ------------------ | ---------------------- | ---------------- | ------------------ | ------------------ | ------------------ | ---------------------- | ------------------ | ------------------ | ------------------ | --------------------------------------------------- | ----------------------------------------------------- |
| 燃焼サイクル                | エキスパンダーサイクル | ガス発生器サイクル | エキスパンダーサイクル | 二段燃焼サイクル | ガス発生器サイクル | ガス発生器サイクル | ガス発生器サイクル | エキスパンダーサイクル | ガス発生器サイクル | ガス発生器サイクル | ガス発生器サイクル | エキスパンダブリードサイクル （ノズルエキスパンダ） | エキスパンダブリードサイクル （チャンバエキスパンダ） |
| 真空中推力                  | 66.7 kN (15,000 lbf)   | 62.7 kN            | 180 kN                 | 69.6 kN          | 73 kN              | 200 kN             | 78.45 kN           | 98.1 kN (22,054 lbf)   | 68.6 kN (7.0 tf)   | 98 kN (10.0 tf)    | 102.9 kN (10.5 tf) | r121.5 kN (12.4 tf)                                 | 137.2 kN (14 tf)                                      |
| 混合比                      |                        |                    |                        |                  |                    |                    |                    |                        | 5.2                | 6.0                | 5.5                | 5                                                   | 5                                                     |
| 膨張比                      | 40                     |                    |                        |                  |                    | 100                |                    |                        | 40                 | 40                 | 140                | 130                                                 | 110                                                   |
| 真空中比推力 (秒)           | 433                    | 444.2              | 465                    | 462              | 454                | 443                | 437                | 463                    | 425                | 425                | 450                | 452                                                 | 447                                                   |
| 燃焼圧力 MPa                | 2.35                   | 3.5                | 6.1                    | 5.6              | 5.8                | 6.0                | 3.68               | 7.74                   | 2.45               | 3.51               | 3.65               | 3.98                                                | 3.58                                                  |
| LH2ターボポンプ回転数 min-1 |                        |                    |                        |                  |                    |                    |                    | 125,000                | 41,000             | 46,310             | 50,000             | 51,000                                              | 52,000                                                |
| LOXターボポンプ回転数 min-1 |                        |                    |                        |                  |                    |                    |                    |                        | 16,680             | 21,080             | 16,000             | 17,000                                              | 18,000                                                |
| 全長 m                      | 1.73                   | 1.8                | 2.2~4.2                | 2.14             | 2.14               |                    | 1.5                | 2.2                    |                    |                    | 2.68               | 2.69                                                | 2.79                                                  |
| 質量 kg                     | 135                    | 165                | 280                    | 282              | 435                | 558                | 550                | 242                    | 255.8              | 259.4              | 255                | 248                                                 | 285                                                   |